# Leini
Leini (en piemontès: Leinì) és un comune (municipi) de la ciutat metropolitana de Torí, a la regió italiana del Piemont, situat a uns 13 quilòmetres al nord de Torí. A 1 de gener de 2019 la seva població era de 16.456 habitants.
Leini limita amb els següents municipis: Lombardore, Mappano, San Francesco al Campo, Settimo Torinese, Volpiano, Caselle Torinese i San Maurizio Canavese.